# قشديات
القِشْدِيَّات أو القِشْطيَّات (الاسم العلمي: Annonaceae)، فصيلة نباتات مُزهرة تتكون من الأشجار والشجيرات من رتبة الماغنوليا. تضم 108 جنس و2400 نوع معروف.